# Wełykyj Haj
Wełykyj Haj – wieś na Ukrainie, w obwodzie czernihowskim, w rejonie nowogrodzkim.